# Temps mort
Temps mort è il primo album in studio del rapper francese Booba, pubblicato nel 2002.

## Tracce
1. Temps mort – 2:26
2. Indépendants – 3:53
3. Écoute bien – 4:32
4. Ma définition – 3:36
5. Jusqu'ici tout va bien – 4:48
6. Repose en paix – 2:52
7. Le bitume avec une plume – 4:44
8. Animals (feat. Lim & Moussa) – 4:36
9. Sans ratures (feat. Nessbeal) – 4:32
10. Interlude – 2:07
11. 100-8 Zoo (feat. Malekal Morte & Sir Doum's) – 6:42
12. On m'a dit – 4:15
13. Nouvelle école (feat. Mala) – 4:15
14. De mauvaise augure – 3:34
15. Strass et paillettes (feat. Ali) – 4:49
16. Destinée (feat. Kayna Samet) – 5:13
17. Inédit – 3:57